# Zenaida aurita

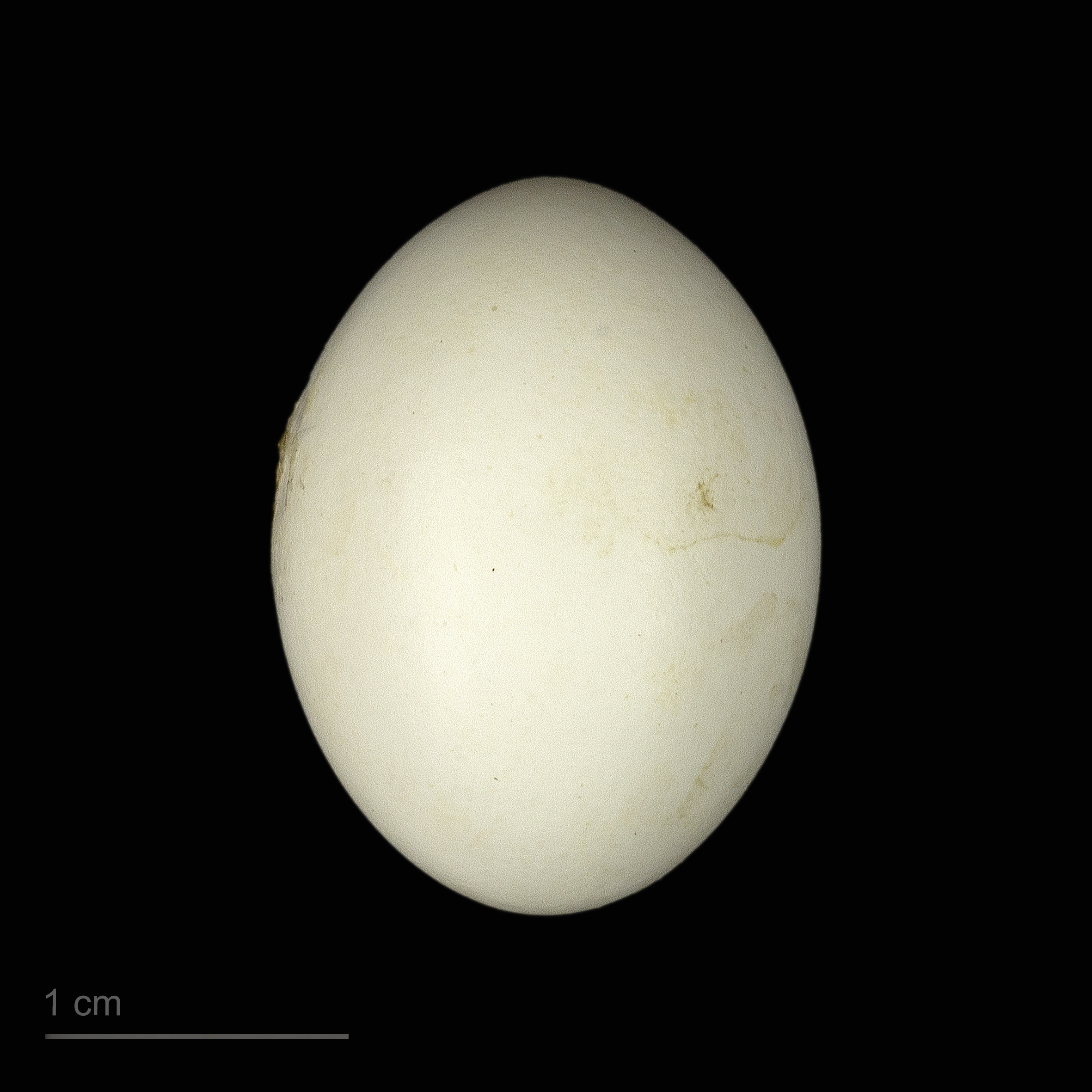
Zenaida aurita aurita

Zenaida aurita là một loài chim trong họ Columbidae.